# Казиранга
Национальный парк Казира́нга (ассам. কাজিৰঙা ৰাষ্ট্ৰীয় উদ্যান, хинди काज़ीरंगा राष्ट्रीय उद्यान, англ. Kaziranga National Park) — национальный парк в штате Ассам, Индия. Объект Всемирного наследия ЮНЕСКО с 1985 года.
Парк был основан в 1905 году, и в 2005 году отметил 100-летний юбилей. В основании парка важную роль сыграла баронесса Мэри Керзон, супруга вице-короля Индии лорда Джорджа Керзона.

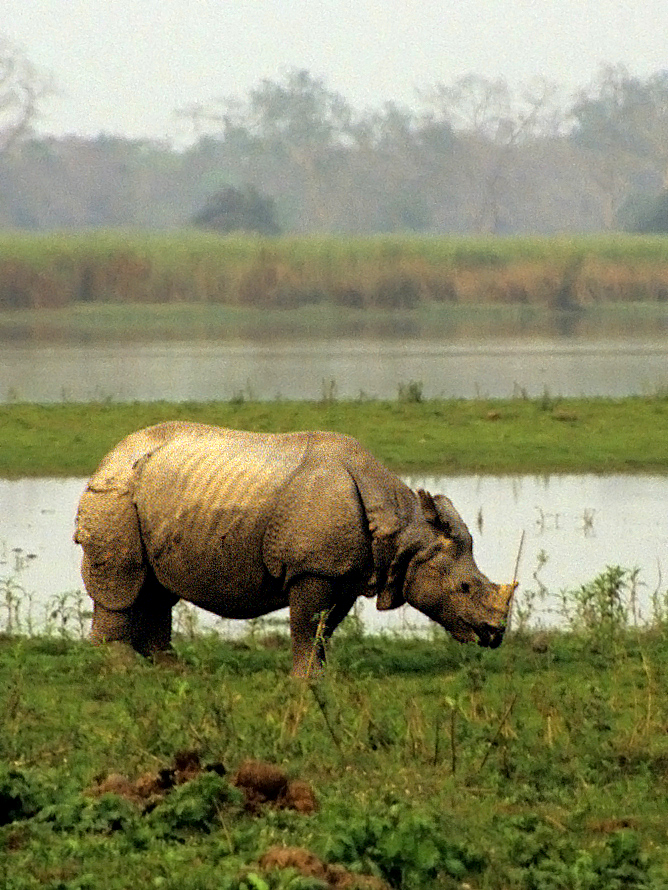
Большой индийский однорогий носорог

Площадь территории, занимаемой парком, составляет 688 км². Значительная её часть относится к бассейну реки Брахмапутры. В парке находятся прекрасные тропические леса, реки, великолепные луга. Всемирную известность парку принесло то, что здесь находится величайшая (2/3 мировой численности) в мире популяция однорогого носорога. Согласно переписи, проведённой в марте 2018 года, которая была проведена совместно Департаментом лесного хозяйства правительства Ассама и некоторыми признанными неправительственными организациями, занимающимися вопросами дикой природы, популяция носорогов в национальном парке Казиранга составляет 2413 особей. Он состоит из 1641 взрослого носорога, 387 носорогов среднего возраста и 385 детёнышей. В 2015 году популяция носорогов составляла 2401 особь.
Также в парке можно увидеть тигров, слонов, медведей-губачей, бенгальских кошек, кошек-рыболовов, гауров, барасингов, бинтуронгов и многих других диких животных. Всего в парке насчитывается более 30 видов млекопитающих, 15 из которых находятся в мире под угрозой вымирания. В Казиранге насчитывается более 40 видов черепах, ящериц и змей. В парке есть заповедники птиц и тигров. А также имеются виды животных на грани исчезновения.
В парке обитает около тысячи исчезающих буйволов.